# Jan Aleksander Bauer
Jan Aleksander Bauer (ur. 16 sierpnia 1884 w Wyczółkach k. Siedlec, zm. wiosną 1940 w Katyniu) – major lekarz rezerwy Wojska Polskiego, ofiara zbrodni katyńskiej.

## Życiorys
Syn Jakuba i Pauliny z domu Hau. Studiował medycynę na Uniwersytecie Jagiellońskim w Krakowie, absolutorium i tytuł doktora medycyny uzyskał na Uniwersytecie w Moskwie. W latach 1919–1922 był ordynatorem Szpitala Ujazdowskiego, dowódcą kompanii sanitarnej w 1 Brygadzie Jazdy oraz lekarzem w I baonie 1 pułku lotniczego. Po zakończeniu działań wojennych został przeniesiony do rezerwy. Przydział mobilizacyjny 1 Szpital Okręgowy. 
W czasie kampanii wrześniowej (zmobilizowany 16 sierpnia 1939) służył w 3 Szpitalu Okręgowym (wg innych źródeł w 2 Szpitalu Okręgowym, jako komendant Szpitala Wojskowego Chełm, przemianowanego na 203 szpital polowy). Po agresji ZSRR na Polskę wzięty do niewoli przez Sowietów i osadzony w obozie jenieckim w Kozielsku. Wiosną 1940 został zamordowany przez funkcjonariuszy NKWD w lesie katyńskim i tam pogrzebany w bezimiennej mogile zbiorowej, gdzie od 28 lipca 2000 mieści się oficjalnie Polski Cmentarz Wojenny w Katyniu. W miejscu tym prowadzone były ekshumacje i prace archeologiczne. W 1943 roku jego ciało zostało zidentyfikowane w toku ekshumacji prowadzonych przez Niemców pod numerem 3520, a przy zwłokach znaleziono 2 pocztówki, 1 telegram oraz 1 list. Figuruje na liście wywózkowej 015/2 z 1940, a także na liście Komisji Technicznej PCK pod numerem 03520.

### Życie prywatne
Był żonaty z Marią z Ostyk-Narbuttów, z którą miał córkę Janinę. Obie były działaczkami konspiracyjnymi w czasie II wojny światowej, a ich mieszkanie przy ul. Marszałkowskiej służyło za miejsce spotkań Komendy Głównej kolejno SZP, ZWZ i AK i było lokalem „dziennego pobytu” dwóch kolejnych komendantów ZWZ-AK.

## Upamiętnienie
5 października 2007 minister obrony narodowej Aleksander Szczygło mianował go pośmiertnie na stopień podpułkownika. Awans został ogłoszony 9 listopada 2007 w Warszawie, w trakcie uroczystości „Katyń Pamiętamy – Uczcijmy Pamięć Bohaterów”.
Jana Bauera upamiętniono na tablicy katyńskiej na Ścianie Pamięci kościoła Św. Stanisława w Siedlcach.
Jest jednym z kilkuset lekarzy pochowanych na Polskim Cmentarzu Wojennym w Katyniu i upamiętnia go tabliczka epitafijna nr 138. 